# Carlos Rivas
Carlos Humberto Rivas Torres (Chimbarongo, 24 maggio 1953) è un ex calciatore cileno, di ruolo centrocampista.
Anche suo figlio Carlos Adán è stato un calciatore.

## Carriera
Nel 1983 milita nei canadesi degli Edmonton Eagles della CPSL, aggiudicandosi la vittoria del torneo battendo in finale gli Hamilton Steelers segnando anche la rete del definitivo 2-0. Terminato il campionato con gli Eagles passa ai Dinamo Latino, sempre in Canada, impegnati nei play-off della National Soccer League 1983. Con la sua squadra fu eliminato ai rigori in semifinale dal Toronto Italia.

## Palmarès
- Canadian Professional Soccer League: 1

Edmonton Eagles: 1983